# アンリ＝ピエール・ピクー
アンリ＝ピエール・ピクー（Henri-Pierre Picou、1824年2月27日 – 1895年7月17日）はフランスの画家である。アカデミック美術の画家である。19世紀前半に続けられていたポンペイの遺跡発掘などから起きた古代ローマ、ギリシャへの人々の関心を受けて、「新ギリシャ様式(Néo-Grec)」と呼ばれるスタイルの作品を描いた画家の一人である。また教会からの依頼を受けて、教会の壁画も描いた。

## 略歴
フランス西部のナントで生まれた。パリ国立高等美術学校で、ポール・ドラローシュやシャルル・グレールに学んだ。同時期の学生で、友人にはギュスターヴ・ブーランジェ(1824-1888)やジャン＝レオン・ジェローム(1824-1904)、ジャン＝ルイ・アモン(1821-1874)がいて、彼らと新ギリシャ様式(Néo-Grec)」と呼ばれるスタイルの作品を描いていくことになる。
1847年にパリのサロンにデビューし。翌年、クレオパトラとアントニウスを描いた作品で2等のメダルを受賞し、有名な批評家のテオフィル・ゴーティエに賞賛されて、注目されるようになった 
。1975年にこの作品はニューヨークでも展示され、アメリカ人コレクターに購入された。
1853年に聖書の題材にした作品でローマ賞の2位に入賞した。1857年にもサロンで2等のメダルを受賞した。サロンには1893年まで毎年、出展した。
18世紀から、19世紀半ばまで続けられたポンペイの遺跡の発掘や、同時期のヘルクラネウムの発掘などで、古代ローマ、ギリシャへの関心が高まっていたことから、建築や絵画の分野で、「新ギリシャ様式(Néo-Grec)」と呼ばれるスタイルが流行するようになり、ピクーらはそのスタイルの画家の一人になった。後に、ピクーは、神話や聖書を題材にした作品、寓意画も多く描くようになった。

## 作品

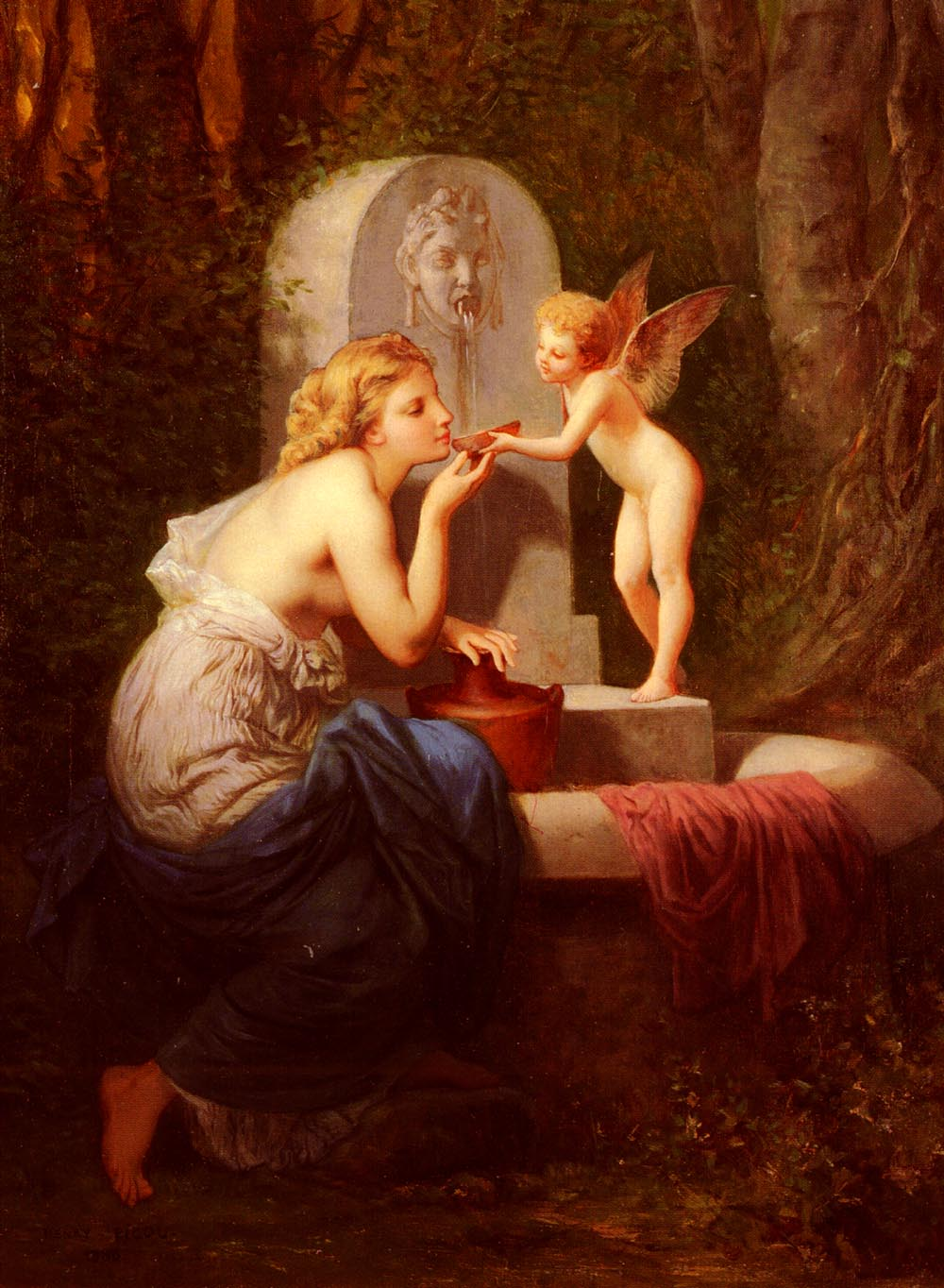
泉で　(1880)
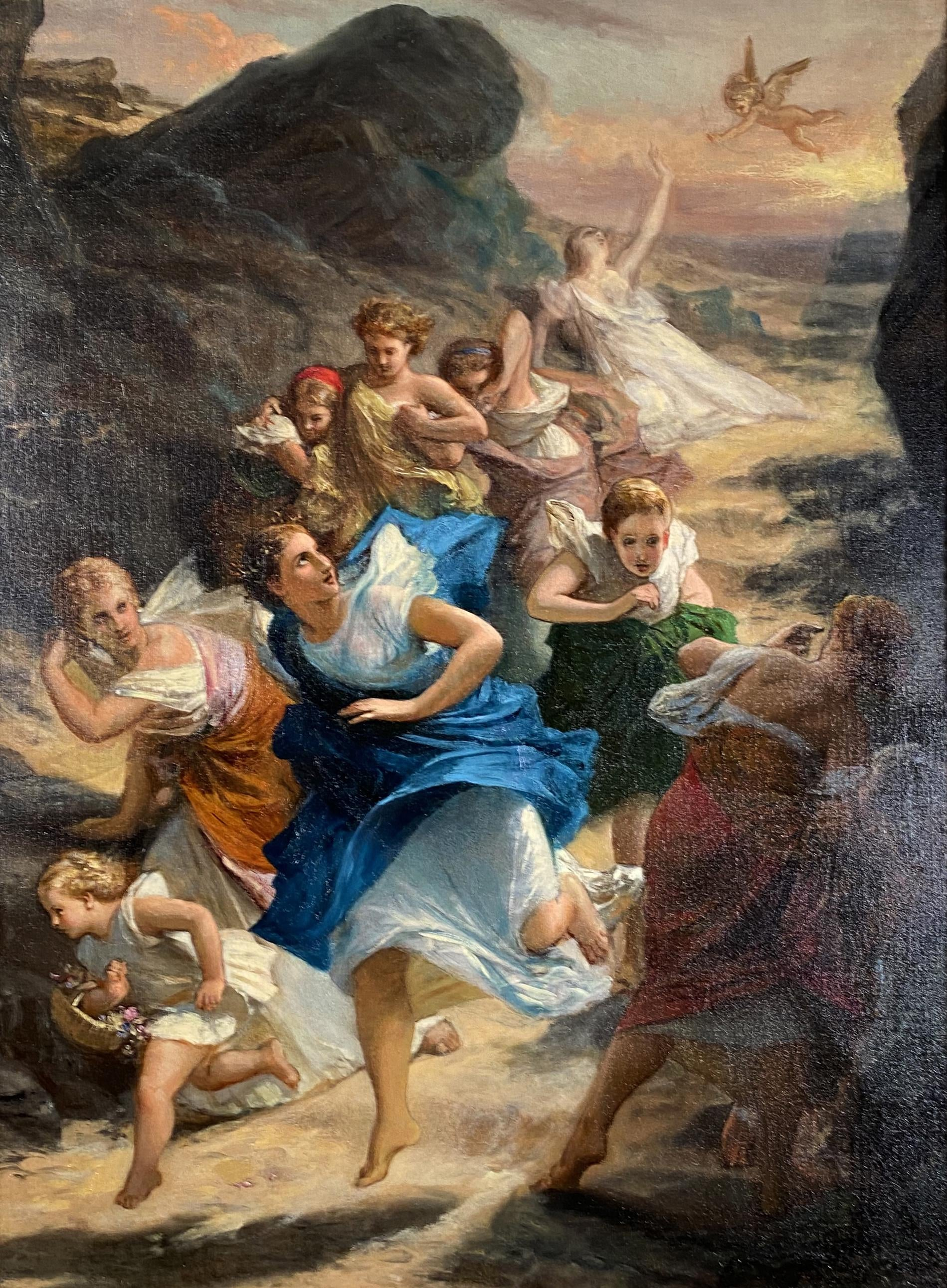
La Fuite
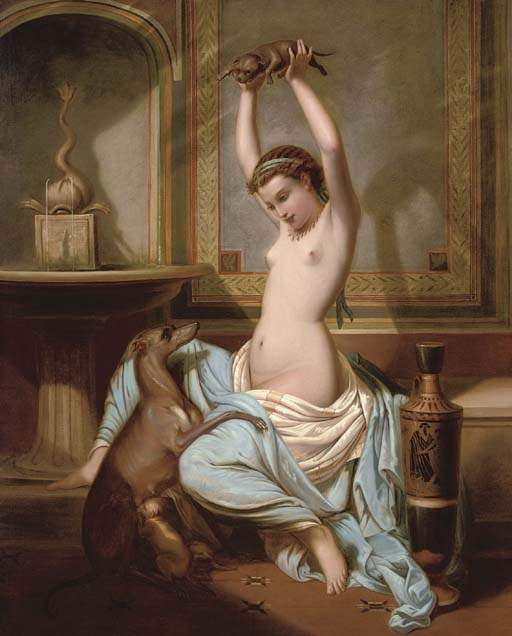
La Muse s'amuse
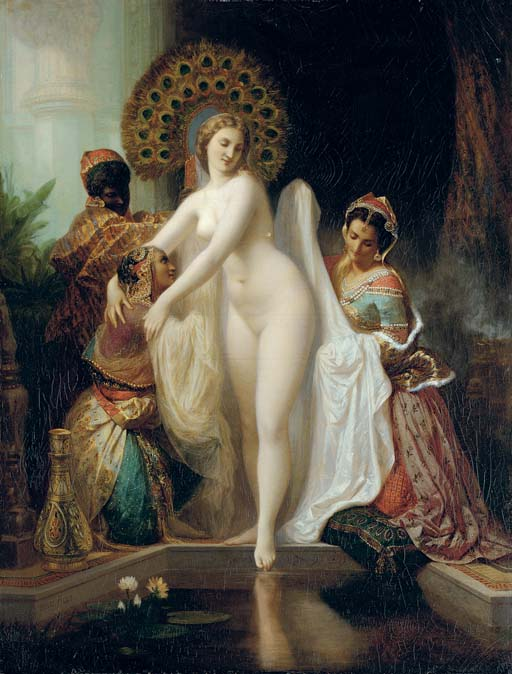
L'habillage

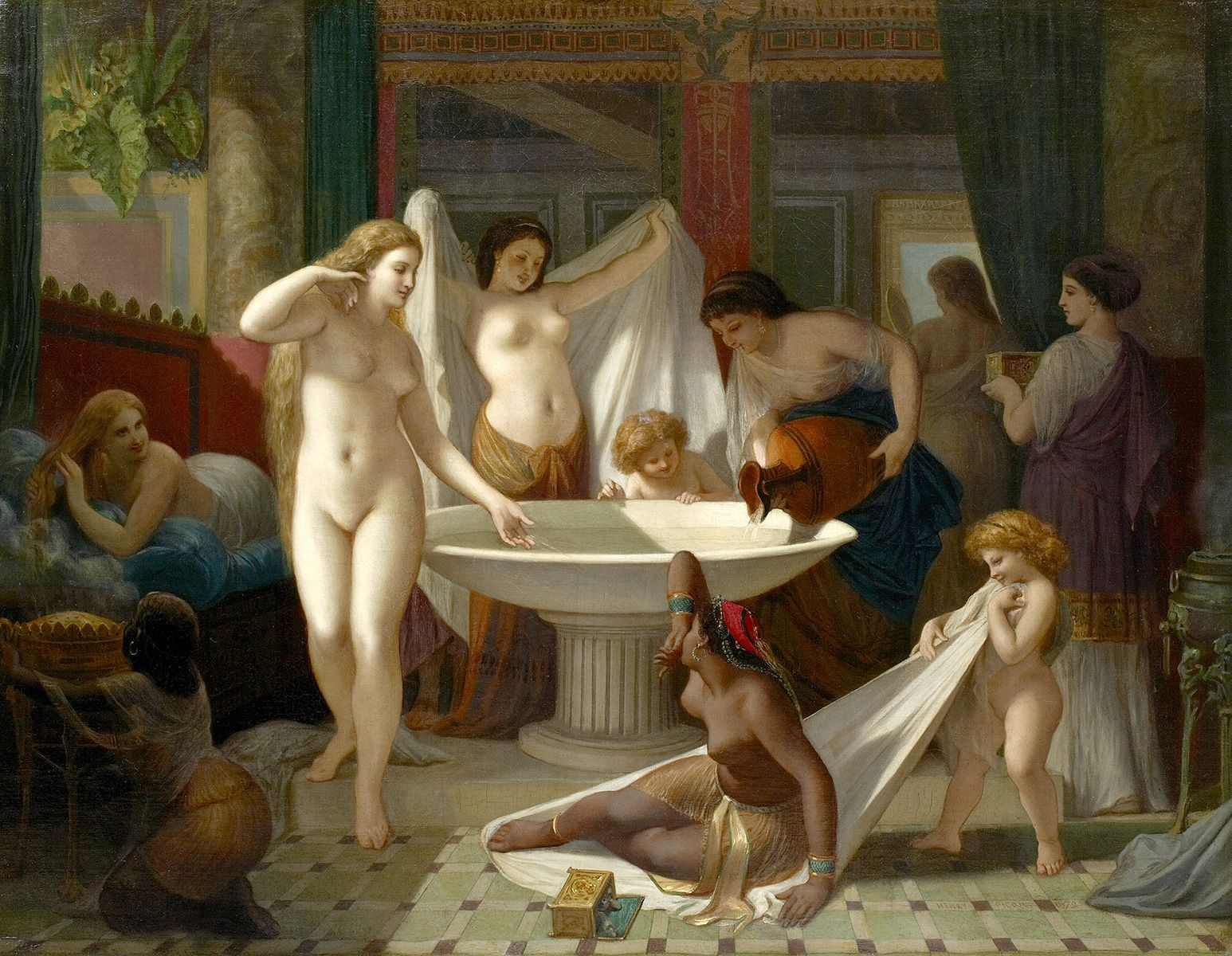
水浴する若い娘(1876)
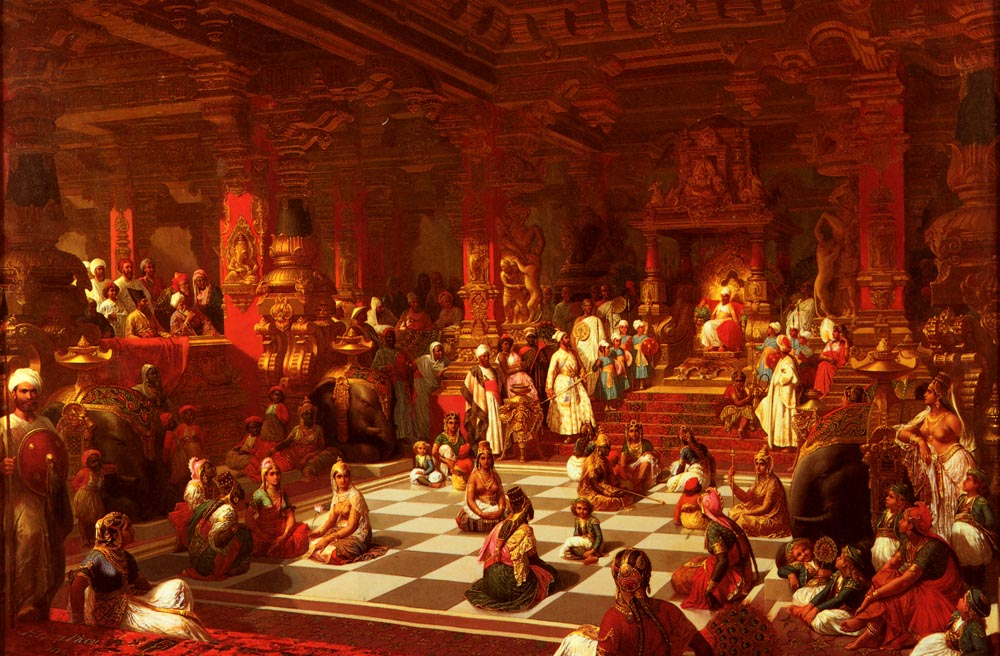
インドのチェス遊び(1876)
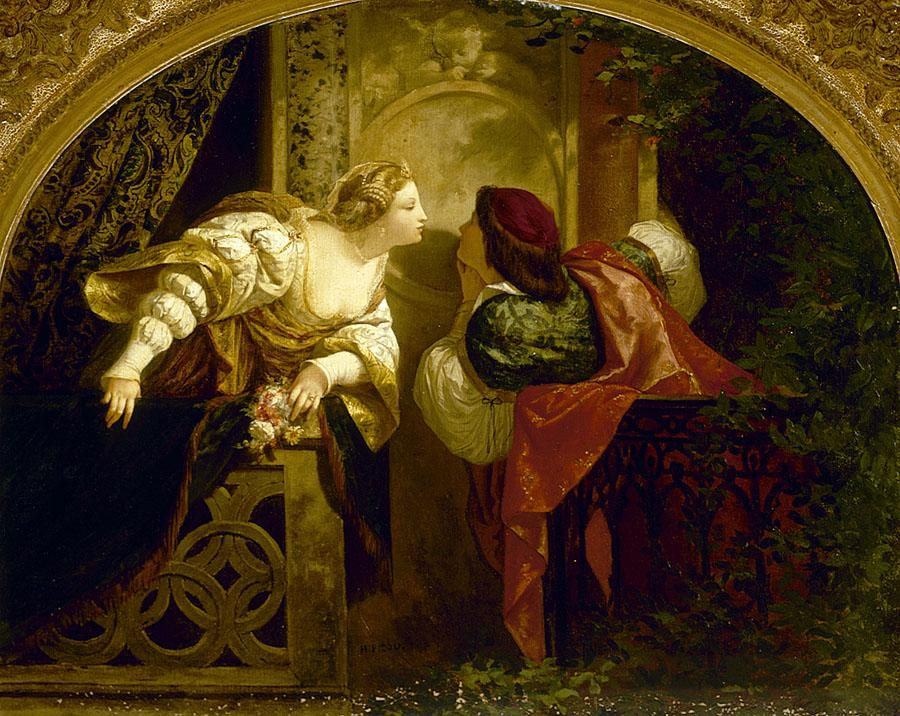
ロメオとジュリエット
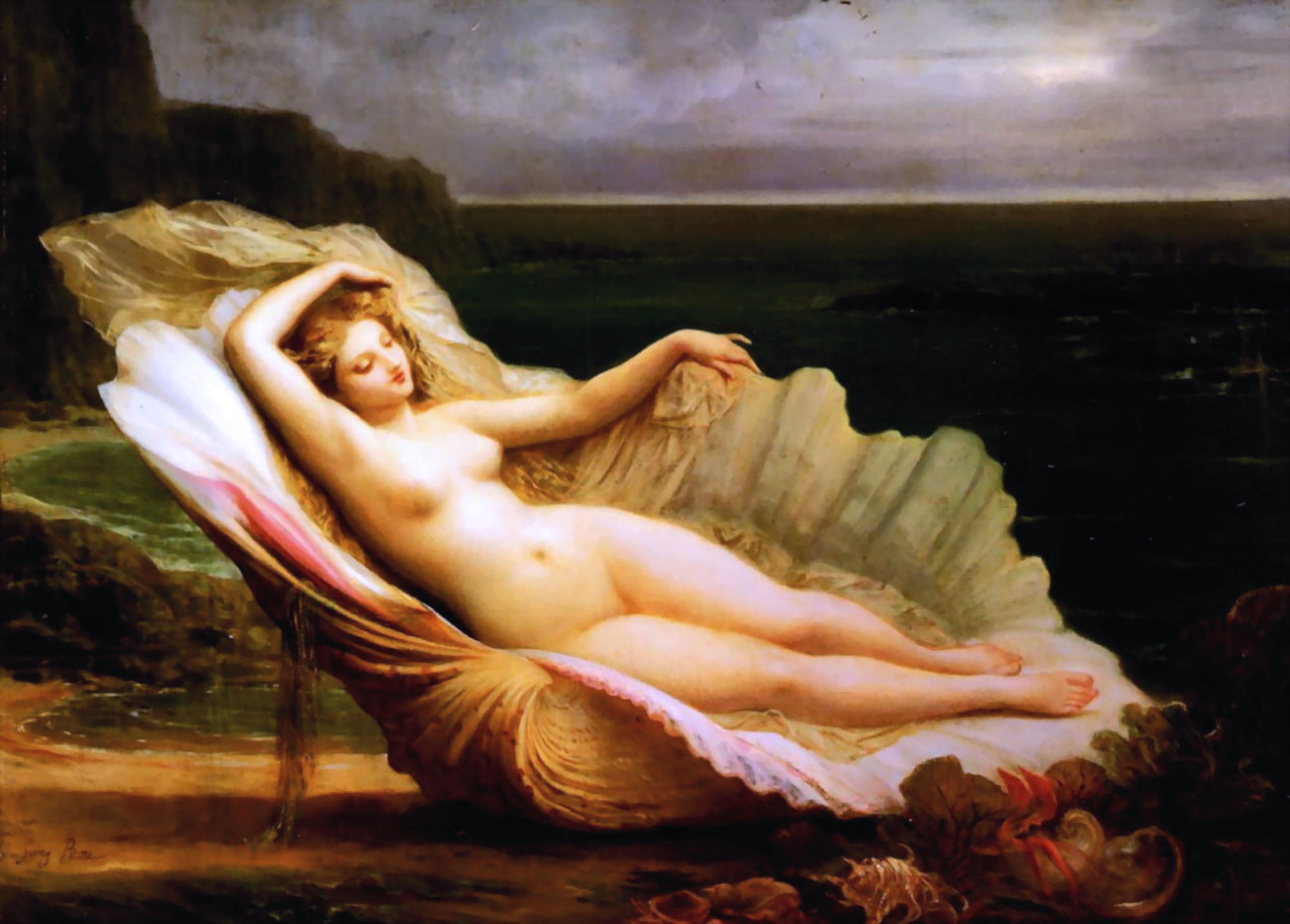
ビーナス